# Sun Long

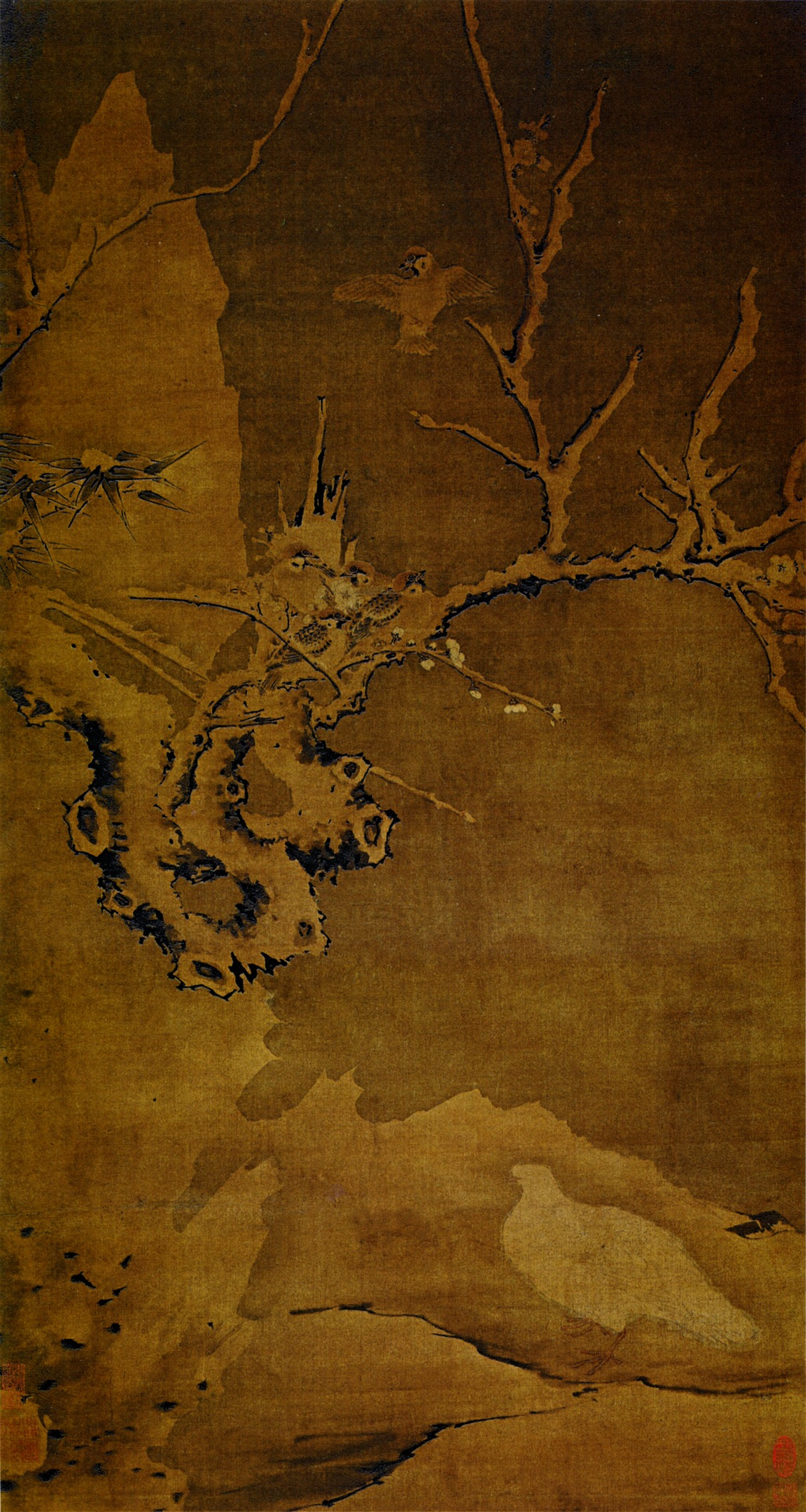
Sneeuw, vogel, pruimenboom en bamboe (Collectie van het paleismuseum in de Verboden Stad)

Sun Long (traditioneel Chinees: 孫隆) was een Chinees bamboe- en landschapsschilder die actief was tijdens de vroege Ming-periode. Zijn omgangsnamen waren Tingzhen (廷振) en Congji (從吉) en zijn artistieke naam Douchi (都痴).
Sun Long was geboren in Piling (毗陵), het huidige Changzhou in de provincie Jiangsu. Zijn precieze geboorte- en sterfdatum zijn niet bekend.
- Library of Congress Control Number: n2012040288
- Virtual International Authority File: 251108184